# Cinta d'aviador destacat de l'any
La cinta d'aviador destacat de l'any (angles: outstanding airman of the year ribbon) va ser creada el 21 de febrer de 1968 per ordre del Secretari de la Força Aèria Harold Brown. Va ser presentada per primera vegada al juny de 1970. És la màxima cinta personal de les Forces Aèries dels Estats Units.
És atorgada a qualsevol membre allistat de la Força Aèria nomenat pel Comandament Major, per l'Agència d'Operacions de Camp o directament de la Competició del Programa dels 12 Aviadors Més Destacats de l'Any.
Els Aviadors seleccionats com un dels 12 més Destacats estan autoritzats a lluir l'estrella de bronze així com la Insígnia d'Aviador Destacat durant un any. Les concessions futures s'indiquen mitjançant una fulla de roure.
La primera dona a guanyar aquesta distinció va ser Linda Vollink, al maig del 2007.